# سياسة الطاقة في كازاخستان

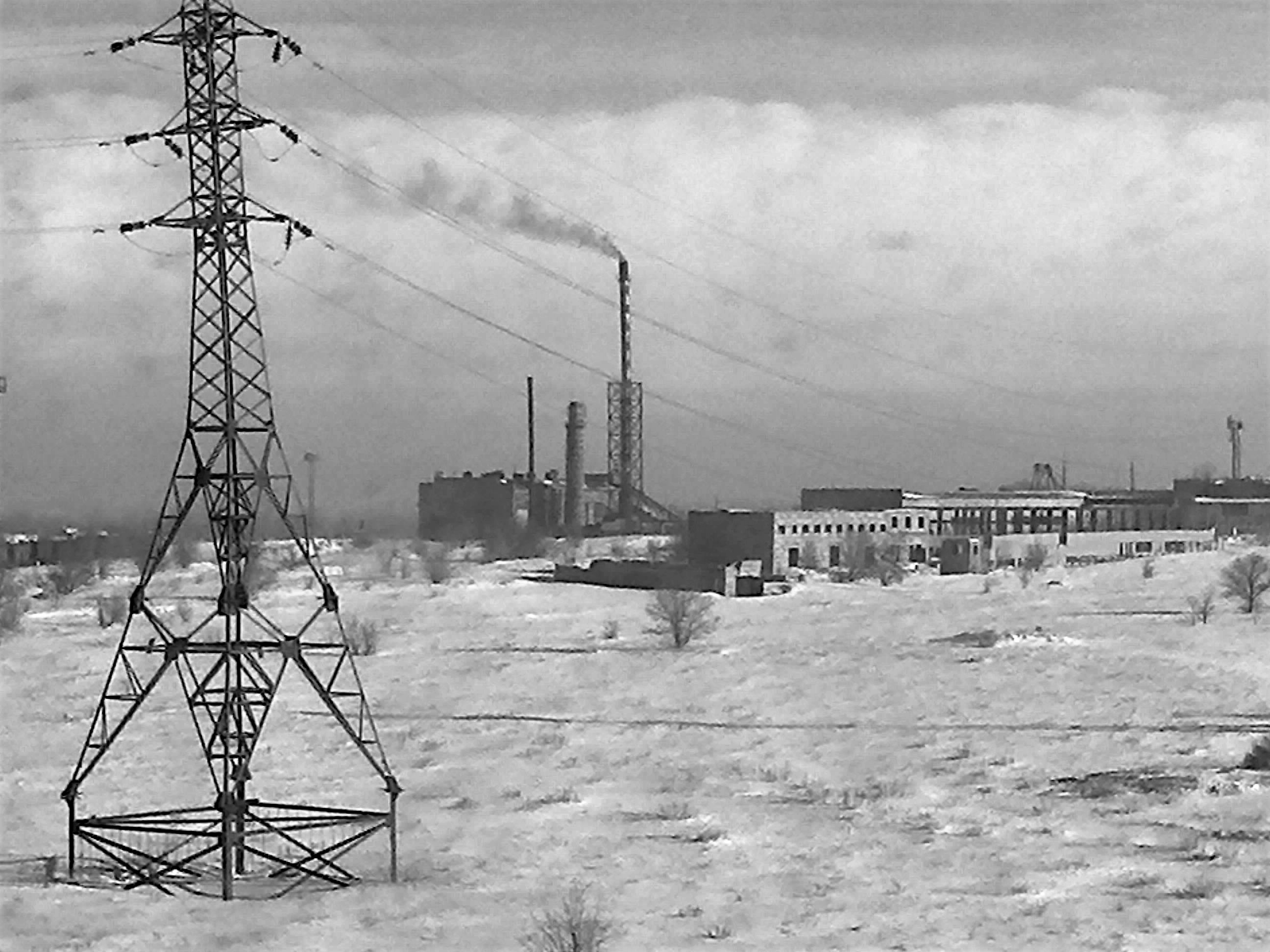

تملك كازاخستان احتياطيات كبيرة من موارد الطاقة، وبالتالي فإن سياساتها في مجال الطاقة لها تأثير على إجمالي الإمدادات في العالم. على الرغم من أن كازاخستان لم تصف نفسها يومًا بأنها قوة عظمى في المجال، إلا أن رئيسها السابق نور سلطان نزارباييف ادعى أنها ستلعب دورًا مهمًا في أمن الطاقة في آسيا وأوروبا. تتمتع كازاخستان بموقع جغرافي استراتيجي يمكنها من التحكم في تدفقات النفط والغاز من آسيا الوسطى إلى الشرق (الصين) والغرب (روسيا، الاتحاد الأوروبي، السوق العالمية).
كانت كازاخستان دولة شريكة في برنامج الطاقة أنوجيت (بالإنجليزية: INOGATE)‏ التابع للاتحاد الأوروبي، والذي تضمن أربعة موضوعات رئيسية، وهي: تعزيز أمن الطاقة، تقريب أسواق الطاقة لدى الدول الأعضاء على أساس مبادئ سوق الطاقة الداخلية للاتحاد الأوروبي، ودعم تنمية الطاقة المستدامة، وجذب الاستثمار لمشاريع الطاقة التي تحقق مصلحة مشتركة وإقليمية.
في 1 يناير 2013، أصبحت كازاخستان أول دولة في آسيا الوسطى تطلق نظامًا مخصصًا لانبعاثات الكربون للحد من الانبعاثات في قطاعات الطاقة والفحم والنفط والغاز.

## خلفية عامة
كانت وزارة الطاقة والثروة المعدنية الجهة الحكومية المسؤولة عن سياسات الطاقة حتى مارس 2010، قبل أن تُحل وتستبدل بوزارتي النفط والغاز ووزارة الصناعة والتكنولوجيات الجديدة.
في يونيو 2003، أعلنت حكومة كازاخستان برنامجًا جديدًا للتنمية في بحر قزوين، يتم بموجبه بيع كميات من النفط والغاز. في عام 2005، أدخلت الحكومة قيودًا جديدة تمنح لشركة النفط والغاز المملوكة للدولة كاز موناي غاز وضعية المقاول، وما لا يقل عن نصف عقود تقاسم الإنتاج. تضمن الهيكل الضريبي الجديد، الذي فُرِض في يناير 2004 ما يسمى بضريبة الإيجار على الصادرات، وهي ضريبة تصاعدية تزداد مع ارتفاع أسعار النفط. رفع التعديل حصة الحكومة من إيرادات النفط إلى حوالي 65-85%، كما تضمن ضريبة أرباح زائدة، وحد من المشاركة الأجنبية إلى 50% في كل مشروع خارجي مع عدم وجود ضمانات للتشغيل.
في عام 2005، عدلت كازاخستان قانون جوف الأرض لاستباق بيع الأصول النفطية في البلاد ولتوسيع سلطة الحكومة لإعادة شراء أصول الطاقة من خلال الحد من نقل حقوق الملكية إلى أصول إستراتيجية في كازاخستان.
تخطط كازاخستان لضخ 9.4 تريليون تينغ لدعم قطاع الطاقة لديها حتى عام 2030، ستوجه نحو 5.5 تريليون تينغ منها إلى مجال توليد الطاقة، و1.4 تريليون إلى شبكة الطاقة الوطنية، و2.5 تريليون إلى شركات توزيع الطاقة الإقليمية. تنص المسودة المنشورة في أكتوبر 2012 على إنشاء نظام طاقة موحد، وتقليل الإجهاد البيئي، وزيادة حصة مصادر الطاقة المتجددة في توليد الطاقة في كازاخستان وإدخال تقنيات موفرة للطاقة.
في عام 2013، اعتمدت كازاخستان برنامج كفاءة الطاقة 2020 الذي من شأنه أن يخفض الانبعاثات بنسبة 10% كل عام حتى عام 2015. سيساعد هذا القانون الجديد، الذي تبناه رئيس الوزراء سيريك أحمدوف، في تقليل الانبعاثات وتوفير حلول موفرة للطاقة من الشركات الكبيرة إلى العائلات الصغيرة. يقلل البرنامج على المدى الطويل من كمية الطاقة لكل متر مربع بنسبة 30% ويقلل التكاليف بنسبة 14%.